# Třída Barracuda (1951)
Třída Barracuda byla třída diesel-elektrických ponorek námořnictva Spojených států amerických. Byly to první americké ponorky vyvinuté po skončení druhé světové války. Vyřazeny byly na konci 50. let. Později byly sešrotovány.

## Stavba
V letech 1949–1952 byly postaveny celkem tři ponorky této třídy. Stavbu prováděly americké loděnice Electric Boat Company (od roku 1952 součást koncernu General Dynamics) v Grotonu ve státě Connecticut a Mare Island Naval Shipyard ve Vallejo v Kalifornii.
Jednotky třídy Barracuda:
| Jméno                 | Loděnice                   | Založení kýlu | Spuštěna | Vstup do služby    | Osud                           |
| --------------------- | -------------------------- | ------------- | -------- | ------------------ | ------------------------------ |
| USS Barracuda (SSK-1) | Electric Boat Company      | 1949          | 1951     | 10. listopadu 1951 | vyřazena 1959, vyškrtnuta 1973 |
| USS Bonita (SSK-2)    | Mare Island Naval Shipyard | 1950          | 1951     | 16. listopadu 1951 | vyřazena 1957, vyškrtnuta 1965 |
| USS Bass (SSK-3)      | Mare Island Naval Shipyard | 1950          | 1951     | 11. ledna 1952     | vyřazena 1958, vyškrtnuta 1965 |

## Konstrukce

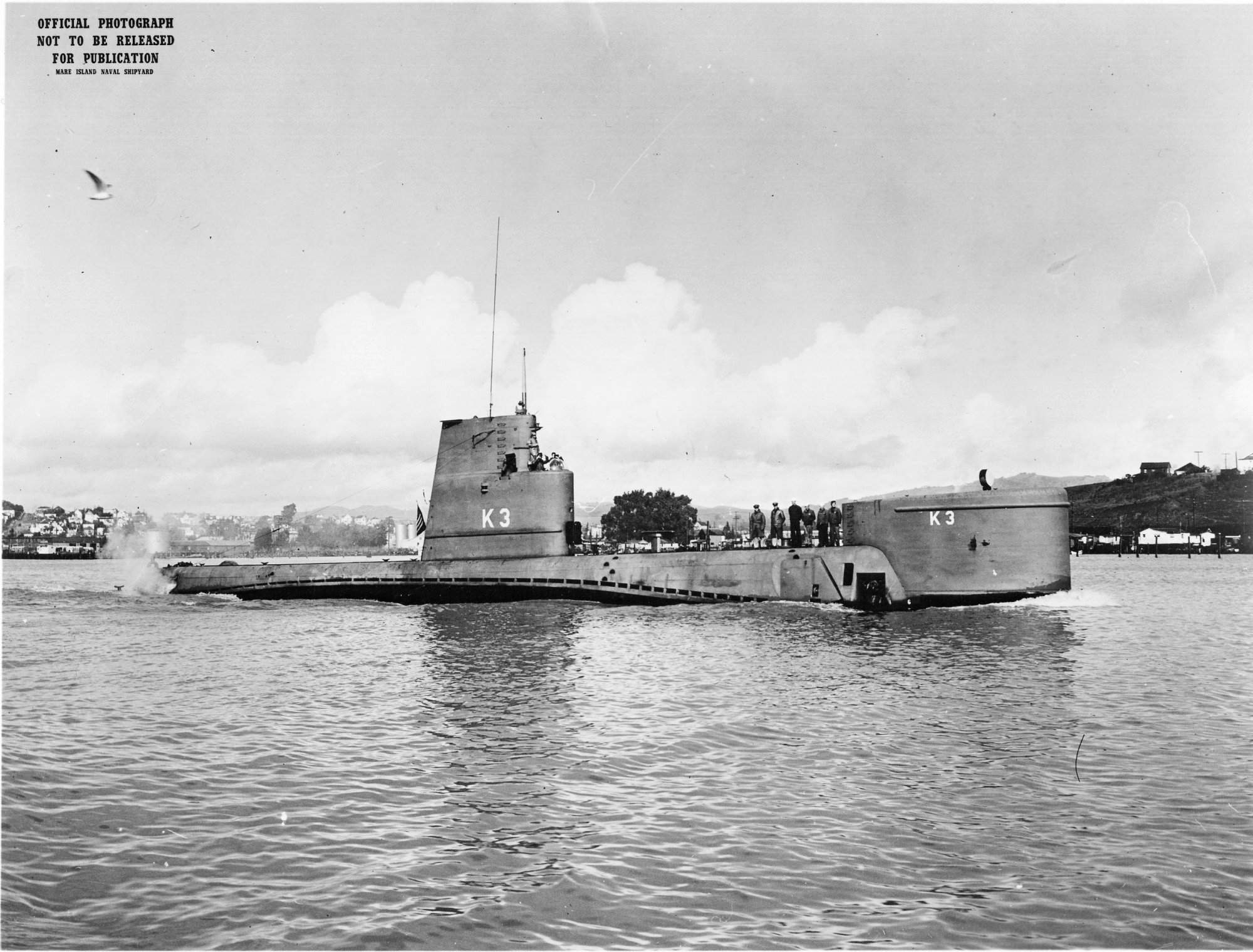
USS Bonita (SSK-3)

Ponorky byly vybaveny sonarem BQR-4. Výzbroj ponorek tvořily čtyři 533mm torpédomety, z toho dva příďové a dva záďové. Pohonný systém tvořily dva diesely General Motors a dva elektromotory General Motors. Nejvyšší rychlost na hladině dosahovala 13 uzlů a pod hladinou 8,5 uzlu.